# Céline Dumerc
Céline Dumerc, (nascuda el 9 de juliol de 1982 a Tarbes, França) és una jugadora de bàsquet francesa.